# Neuenhof
Neuenhof (schweizertyska: Noiehof) är en ort och kommun i distriktet Baden i kantonen Aargau, Schweiz. Kommunen har 9 087 invånare (2023).